# Stade des Trois-Frères-Amarouche
Le stade des Trois-Frères-Amarouche (en arabe : ملعب الثلاثة إخوة عماروش) est un stade de football situé à Sidi Bel Abbès en Algérie. Le stade a une capacité de 7 000 places. Il a été inauguré en 1925.

## Histoire

### Période coloniale française
Le stade est construit par le deuxième club des colons Européens de la ville, la Jeunesse populaire de Bel Abbès, en 1925 sous le nom du stade des Oliviers, dans le faubourg des Négriers. Il est équipé d'une piste en ciment.
Au cours des années 1930, le Sporting Club de Bel Abbès, le club phare de la ville, évolue au stade des Amarnas appelé aussi vélodrome des Amarnas, propriété de Gaston Lisbonne, ancien président du club et de la Ligue d'Oran. Mais ce dernier abandonne le stade et rejoint la Jeunesse populaire au stade des Oliviers.
Le club de la Jeunesse populaire de Bel Abbès est bientôt présidé par Paul André qui donnera par la suite son nom à l'édifice : stade Paul-André.

### Période de l'Algérie l'indépendante
Après l’indépendance de l'Algérie, le stade est baptisé Stade communal de Bel Abbès et sera confié à l'autre club , l'Union Sportive Madinet Bel Abbès (USM Bel Abbès) où il évoluera jusqu'à l'ouverture du stade du 24-Février en 1981. Au début des années 1990, l'enceinte est rebaptisée stade des Trois-Frères-Amarouche, du nom des Frères Amarouche, tombés au combat pendant la Guerre d'Algérie.
Depuis 2008 une pelouse artificielle a remplacé le tuf.

## Matchs importants accueillis
| Date         | Match                               | Résultat | Type                                             |
| ------------ | ----------------------------------- | -------- | ------------------------------------------------ |
| 7 juin 1925  | SC Bel-Abbès - Stade gaulois        | 2 - 0    | Championnat d'Afrique du Nord 1924-1925 (Finale) |
| 15 mai 1927  | SC Bel-Abbès - JS Philippeville     | 3 - 1    | Championnat d'Afrique du Nord 1926-1927 (Finale) |
| 11 juin 1949 | SC Bel-Abbès - Hércules de Alicante | 2 - 5    | Amical                                           |